# Lista de prefeitos de Tupanciretã
Esta é a lista de prefeitos e vice-prefeitos do município de Tupanciretã, estado brasileiro do Rio Grande do Sul.
| Nº | Nome                               | Imagem                         | Partido | Vice-prefeito                     | Início do mandato       | Fim do mandato | Observações |
| 1  | Estácio do Nascimento e Silva      |                                | PRR     | Edmar Kruel                       | 21 de dezembro de 1928  | 11 de março de 1932 | Nomeado intendente provisório pelo decreto nº 4.201. Posteriormente eleitos em 06.02.1929                                               |
| 2  | Pedro Pinto da Silva               |                                | PRL     | —                                 | 12 de março de 1932     | 31 de dezembro de 1935 | Prefeito nomeado pelo Governador do Estado Flores da Cunha                                                                              |
| 3  | Leandro Kruel                      |                                | PRL     | —                                 | 1º de janeiro de 1936   | 14 de novembro de 1937 | Prefeito nomeado pelo Governador do Estado Flores da Cunha                                                                              |
| 4  | Hélio Franco Fernandes             |                                | PRD     | —                                 | 15 de novembro de 1937  | 8 de outubro de 1942 | Prefeito nomeado pelo Governador do Estado Manuel Daltro                                                                                |
| 5  | João Pereira Mello                 |                                | PP      | —                                 | 9 de outubro de 1942    | 15 de novembro de 1945 | Prefeito nomeado pelo Governador do Estado Cordeiro de Farias                                                                           |
| 6  | Arlindo Cândido da Silva           |                                | PP      | —                                 | 16 de novembro de 1945  | 5 de fevereiro de 1947 | Prefeito nomeado pelo Governador do Estado Samuel Figueiredo                                                                            |
| 7  | Protásio Lima de Moraes            |                                | PTB     |                                   | 5 de fevereiro de 1947  | 30 de janeiro de 1951 | Prefeito e vice eleitos em sufrágio universal em eleições de 19.01.1947                                                                 |
| 8  | Eduardo Ribeiro Bonumá             |                                | PSD     |                                   | 31 de janeiro de 1951   | 30 de janeiro de 1955 | Prefeito e vice eleitos em sufrágio universal em eleições de 05.11.1950                                                                 |
| 9  | Clarintho Salles Pinto             |                                | PSD     |                                   | 31 de janeiro de 1955   | 30 de janeiro de 1960 | Prefeito e vice eleitos em sufrágio universal em eleições de 07.11.1954                                                                 |
| 10 | Clodomiro Alves Machado            |                                | PTB     | Flory Druck Kruel                 | 31 de janeiro de 1960   | 30 de janeiro de 1964 | Prefeito e vice eleitos em sufrágio universal em eleições de 08.11.1959                                                                 |
| 11 | Flory Druck Kruel                  |                                | PTB     | Anibal Soares Cardoso             | 31 de janeiro de 1964   | 30 de janeiro de 1968 | Prefeito e vice eleitos em sufrágio universal em eleições de 10.11.1963                                                                 |
| 12 | Camilo Machado                     |                                | ARENA   | Teófilo Antonio Pimenta Pereira   | 31 de janeiro de 1969   | 30 de janeiro de 1972 | Prefeito e vice eleitos em sufrágio universal em eleições de 15.11.1968                                                                 |
| 13 | Eduardo Ribeiro Bonumá             |                                | ARENA   | Miguel Chiapetta Cardoso          | 31 de janeiro de 1973   | 31 de janeiro de 1977 | Prefeito e vice eleitos em sufrágio universal em eleições de 15.11.1972                                                                 |
| 14 | Miguel Chiapetta Cardoso           |                                | ARENA   | Angel Custódio Hernandez          | 1º de fevereiro de 1977 | 31 de janeiro de 1982 | Prefeito e vice eleitos em sufrágio universal em eleições de 15.11.1976                                                                 |
| 15 | Osnei Dilari da Silveira           |                                | PDS     | Ari Moura de Souza                | 1º de fevereiro de 1983 | 31 de janeiro de 1988 | Prefeito e vice eleitos em sufrágio universal em eleições de 15.11.1982                                                                 |
| 16 | Miguel Chiapetta Cardoso           |                                | PDS     | Caubi Maciel da Nóbrega           | 1º de janeiro de 1989   | 31 de dezembro de 1992 | Prefeito e vice eleitos em sufrágio universal em eleições de 15.11.1988                                                                 |
| 17 | Luis Adolfo Bittencourt Dias       |                                | PMDB    | Iracema de Fátima Pilecco Pirotti | 1º de janeiro de 1993   | 31 de dezembro de 1996 | Prefeito e vice eleitos em sufrágio universal em eleições de 03.10.1992                                                                 |
| 18 | Iracema de Fátima Pilecco Pirotti  |                                | PDT     | Amílcar Hernandez Ferreira        | 1º de janeiro de 1997   | 31 de dezembro de 2000 | Prefeita e vice eleitos em sufrágio universal em eleições de 03.10.1996                                                                 |
| 19 | Miguel Chiapetta Cardoso           |                                | PPB     | Ângela Marlene Tavares Azevedo    | 1º de janeiro de 2001   | 31 de dezembro de 2004 | Prefeito e vice eleitos em sufrágio universal em eleições de 01.10.2000                                                                 |
| 19 | Miguel Chiapetta Cardoso           | Gervazio da Silva Alberto (PP) | PPB     | 1º de janeiro de 2005             | 17 de março de 2006     | reeleito em 03.10.2004 Posteriormente cassado                                                                              | |
| 20 | Iracema de Fátima Pilecco Pirotti  |                                | PDT     | Cristiano Rodrigues Aquino (PT)   | 17 de março de 2006     | 31 de dezembro de 2008 | Prefeita e vice eleitos em sufrágio universal segundos colocados nas eleições de 2004                                                   |
| 21 | Luis Adolfo Bittencourt Dias       |                                | PMDB    | Cristiano Rodrigues Aquino (PT)   | 1º de janeiro de 2009   | 31 de dezembro de 2012 | Prefeito e vice eleitos em sufrágio universal em eleições de 05.10.2008                                                                 |
| 22 | Carlos Augusto Brum de Souza, Guga |                                | PP      | Gustavo Simões Lírio (PPL)/(PSDB) | 1º de janeiro de 2013   | 31 de dezembro de 2016 | Prefeito e vice eleitos em sufrágio universal em eleições de 07.10.2012                                                                 |
| 22 | Carlos Augusto Brum de Souza, Guga | 1º de janeiro de 2017          | PP      | Gustavo Simões Lírio (PPL)/(PSDB) | 31 de dezembro de 2020  | Prefeito e vice reeleitos em sufrágio universal em eleições de 02.10.2016                                                  | |
| 23 | Gustavo Herter Terra               |                                | PP      | Márcio Teixeira Dias (PSB)        | 1º de janeiro de 2021   | 31 de dezembro de 2024 | Prefeito e vice eleitos em sufrágio universal em eleições de 15.11.2020 https://resultados.tre-rs.jus.br/eleicoes/2020/426/RS89478.html |
| 23 | Gustavo Herter Terra               | 1º de janeiro de 2025          | PP      | Márcio Teixeira Dias (PSB)        | Atualidade              | Prefeito e vice reeleitos em sufrágio universal em eleições de 06.10.2024https://resultados.tse.jus.br/oficial/app/index.h | |

23 Gustavo Herter Terra PP Márcio Teixeira Dias (PSB) 1º de janeiro de 2021 31 de dezembro de 2024 Atual Prefeito e vice eleitos em sufrágio universal em eleições de 15.11.2020